# KFM 6시 종합뉴스
《KFM 6시 종합뉴스》는 경기방송에서 주말 저녁 6시부터 저녁 6시 10분까지 방송했던 저녁종합뉴스 프로그램이다.
2020년 3월 29일 경기방송 폐국과 함께 폐지되었다.

## 앵커
- 김혜진 (경기방송 아나운서)
- 김경정 (경기방송 아나운서)

## 같이 보기
- 경기방송

| 경기방송 주말 프로그램 |                          |                        |
| 이전                   | KFM 6시 종합뉴스         | 다음                   |
| 김나래의 팝스 콘서트   | KFM 6시 종합뉴스         | 최진의 음악충전        |
| 오후 4시 ~ 저녁 6시    | 저녁 6시 ~ 저녁 6시 10분 | 저녁 6시 10분 ~ 밤 8시 |
|                        |                          |                        |